# Korová nekróza kaštanovníku (Cryptodiaporthe castanea)
Korová nekróza kaštanovníku je houbová choroba kaštanovníku. Choroba s tímto názvem napadá kaštanovník a je vyvolána patogenem Cryptodiaporthe castanea z čeledi Gnomoniaceae s kódovým označením CRYDCA. Symptomy korové nekrózy kaštanovníku mohou být zaměněny se symptomy korové nekrózy kaštanovníku vyvolané patogenem Cryphonectria parasitica (ENDOPA).

## Synonyma patogena

### Vědecké názvy
Podle EPPO, biolib.cz a eol.org je pro patogena Cryptodiaporthe castanea (CRYDCA) používáno více rozdílných názvů  například Valsa castanea,  Amphiporthe castanea nebo Melanops castaneae.

## Zeměpisné rozšíření
Evropa. 

## Hostitel
kaštanovník

## Příznaky
- nádory
- červenohnědé čočkovité korové nekrózy s černými plodnicemi
- praskliny [L 1]

### Možnost záměny
Odumírání částí koruny může být zaměněno s jinými chorobami a patogeny, například z rodu Phytophthora, Phytophthora cinnamomi nebo P. cambivora, korovou nekrózou kaštanovníku 'Cryphonectria parasitica z čeledi čárovkotvaré  a Diplodina castaneae.

## Význam
Příležitostný ranový parazit.

## Šíření
Patogen proniká do rostliny poraněním a pupeny. 

## Ochrana rostlin
Spálení napadených částí. Napadenou tkáň je třeba odstranit až do zdravého pletiva.